# Pfarrhof Kleinzell

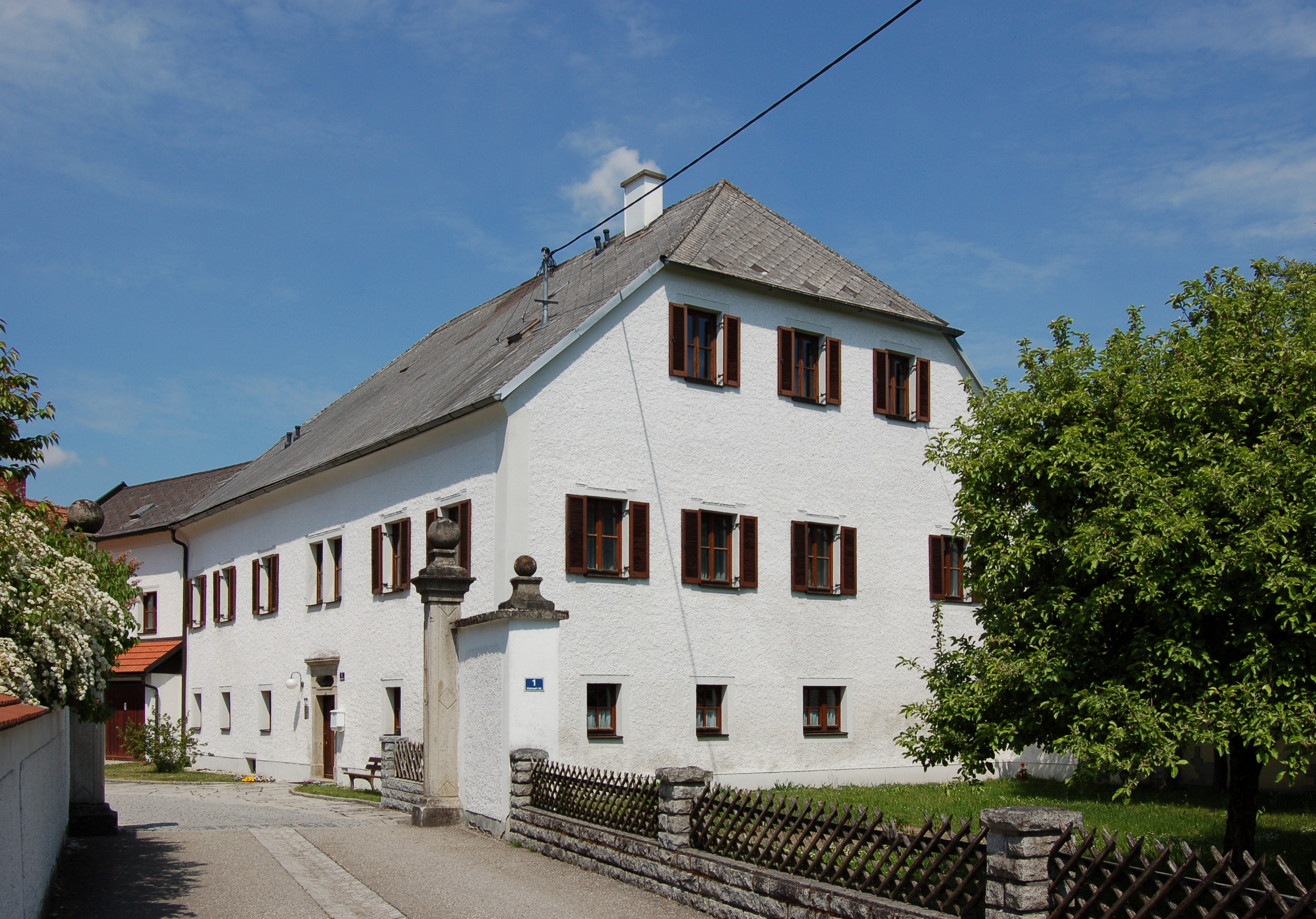
Das Wohngebäude des Pfarrhofs von Kleinzell

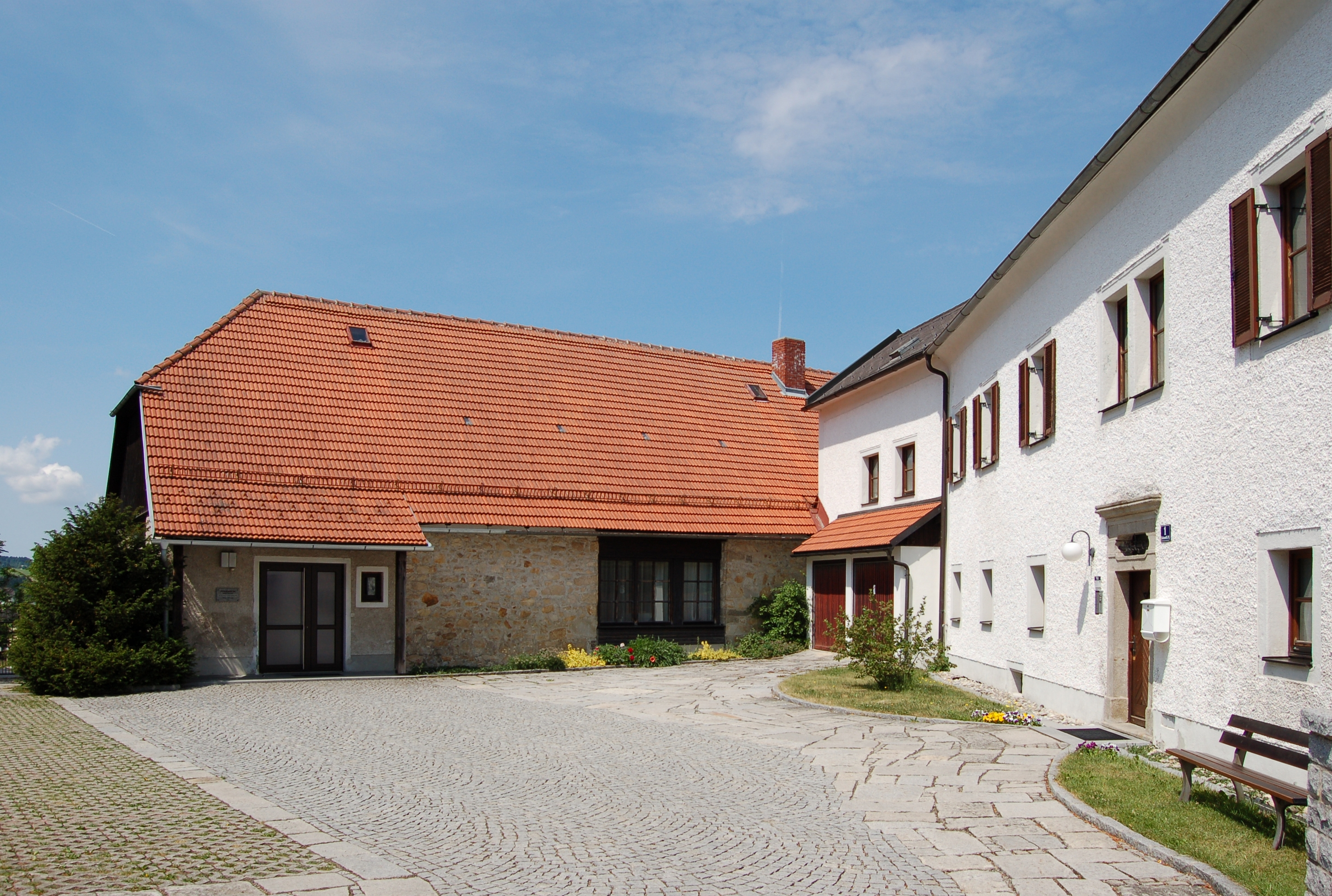
Der hakenförmig angebaute Wirtschaftstrakt des Pfarrhofs

Der Pfarrhof Kleinzell ist ein römisch-katholischer Pfarrhof in der Gemeinde Kleinzell im Mühlkreis in Oberösterreich. Das Wohngebäude stammt aus dem Ende des 17. Jahrhunderts und steht unter Denkmalschutz.

## Lage
Der Pfarrhof befindet sich im Ortszentrum von Kleinzell im Mühlkreis (Kleinzell im Mühlkreis Nr. 1). Das Gebäude liegt nördlich der Katholischen Pfarrkirche St. Laurentius, mit dem sie umgebenden Friedhof, wobei der Pfarrhof durch eine Kirchhofmauer von Pfarrkirche und Friedhof getrennt wird. Mit Ausnahme der naheliegenden Pfarrkirche steht der Pfarrhof frei und ist von Bäumen und Wiesen umgeben.

## Bauwerk
Ein Pfarrhof in Kleinzell ist seit dem Jahr 1434 urkundlich belegt, wobei der bestehende Pfarrhof aus einem Wohnbau aus dem Ende des 17. Jahrhunderts und einem quer angeordneten Wirtschaftsgebäude aus der Mitte des 19. Jahrhunderts besteht. Der Pfarrhof wurde in den Jahren 1902 sowie 1992 bis 1993 restauriert. Das Pfarrhofsgelände ist durch eine Toreinfahrt zu erreichen, die von barocken Pfeilern mit Kugelaufsätzen aus dem ersten Drittel des 18. Jahrhunderts begrenzt wird. 
Das Wohngebäude des Pfarrhofs ist ein zweigeschoßiges Bauwerk mit Schopfwalmdach, dessen Mitte beidseitig mittels barockem Portal mit gerader Verdachung und Doppelfenstern im Obergeschoß akzentuiert wurde. Die Fenster wurden mit Ohrenfaschenrahmung ausgestattet, an der Nordseite befinden sich zudem Rautengitter, die teilweise mit Spindelblumen verziert wurden. Das unverputzte Wirtschaftsgebäude befindet sich westlich hakenförmig an das Wohngebäude angebaut.
Im Inneren des Wohngebäudes wurden die Mittelgänge der beiden Geschoße als Kreuzgratgewölbe ausgeführt, im Obergeschoß befindet sich zudem Stuckleistendekor aus den Jahren 1760 bis 1763. Die Räume selbst verfügen über Tonnen- oder Kreuzgratgewölbe. Des Weiteren wurden im Obergeschoß spätbarocke Deckenspiegel angebracht, zudem haben sich zwei dekorierte Türen aus der josephinischen Zeit sowie ein barocker, liegender Dachstuhl erhalten. Als Ausstattungsgegenstände befindet sich zudem ein barockes Gemälde des Martyriums des heiligen Laurentius aus der Zeit um 1750, das früher als Altarbild des Hochaltars der Pfarrkirche diente, im Pfarrhof. Zudem finden sich Gemälde des heiligen Augustinus aus dem Beginn des 18. Jahrhunderts und des heiligen Aloisius aus dem Jahr 1765.